# 谷澤史紀
谷澤 史紀（たにさわ しき）は日本の漫画家。
2003年、『コミックフラッパー』にて読切『夏の微風』でデビュー。同年、同誌にて『すいむ。』で初連載。また、「葉雨たにし」（はぐれ たにし）という名前で成人向け作品も発表している。

## 作品リスト
- すいむ。（原作：夏秋望、『コミックフラッパー』2003年 - 2004年、メディアファクトリー、未単行本化）
- いつも君を感じてる（葉雨たにし名義、短編集、コアマガジン）※成人向け作品
- まおまりも（原作：堀北蒼、『ヤングアニマル』2010年No.15 - 2011年No.24、白泉社、全4巻）
- 妹!アンドロイド（『ヤングチャンピオン烈』2013年No.8 - 2017年No.12、秋田書店、全6巻）
- もっとキミを感じたい（葉雨たにし名義、短編集、ワニマガジン社）※成人向け作品
- お姉ちゃんが僕の魔王を守ってる!（『ヤングチャンピオン烈』2018年No.6 - 2020年No.4、秋田書店、全3巻）
- 今日もとなりへ猫詣で!（『WEBコミックガンマぷらす』2021年10月15日 - 2023年8月18日、竹書房、全2巻）
- イマカノ～リアル女子でアップデート！理想のカノジョとHしたい～ [わたにし名義]